# Списък на политическите партии в Армения
Армения има многопартийна система.

## Парламентарно представени партии
| Партия/коалиция                        | Места в парламента (2018) | Идеология               |
| -------------------------------------- | ------------------------- | ----------------------- |
| Моя стъпка (Граждански договор, Мисия) | 88                        | Либерализъм             |
| Процъфтяваща Армения                   | 26                        | Либерален консерватизъм |
| Светла Армения                         | 18                        | Либерализъм             |

## Извънпарламентарни партии
- Арменска революционна федерация
- Арменска републиканска партия
- Арменски национален конгрес
- Върховенство на закона
- Наследство